# ITF Lexington
Das ITF Lexington ist ein Tennisturnier der ITF Women’s World Tennis Tour, das in Lexington, Kentucky, ausgetragen wird. Veranstaltungsort des Turniers ist der Hilary J. Boone Tennis Complex.

## Geschichte
Offizielle Namen der Turniere bis heute:
- 2007–2013: Fifth Third Bank Tennis Championships
- 2014–2019: Kentucky Bank Tennis Championships
- 2022–: Lexington Challenger

## Siegerliste

### Einzel
| Jahr | Kategorie | Siegerin           | Finalgegnerin         | Ergebnis       |
| ---- | --------- | ------------------ | --------------------- | -------------- |
| 1997 | $25.000   | Karin Miller       | Liezel Horn           | 6:75, 6:1, 6:2 |
| 1998 | $25.000   | Julie Pullin       | Abigail Tordoff       | 6:4, 6:4       |
| 1999 | $50.000   | Florencia Labat    | Annabel Ellwood       | 6:2, 5:7, 6:1  |
| 2000 | $50.000   | Jennifer Hopkins   | Dawn Buth             | 6:3, 6:1       |
| 2001 | $50.000   | Katarina Srebotnik | Sabine Klaschka       | 6:4, 7:5       |
| 2002 | $50.000   | Virginie Razzano   | Samantha Reeves       | 7:65, 7:65     |
| 2003 | $50.000   | Miho Saeki         | Salome Devidze        | 6:4, 2:6, 7:5  |
| 2004 | $50.000   | Camille Pin        | Jeon Mi-ra            | 7:5, 6:3       |
| 2005 | $50.000   | Natalie Grandin    | Stéphanie Dubois      | 6:4, 6:3       |
| 2006 | $50.000   | Camille Pin        | Abigail Spears        | 7:5, 7:5       |
| 2007 | $50.000   | Stéphanie Dubois   | Anne Keothavong       | 4:6, 6:3, 6:3  |
| 2008 | $50.000   | Melanie Oudin      | Carly Gullickson      | 6:4, 6:2       |
| 2009 | $50.000   | Sania Mirza        | Julie Coin            | 7:65, 6:4      |
| 2010 | $50.000   | Kurumi Nara        | Stéphanie Dubois      | 6:4, 6:4       |
| 2011 | $50.000   | Chiara Scholl      | Amanda Fink           | 6:1, 6:1       |
| 2012 | $50.000   | Julia Glushko      | Johanna Konta         | 6:3, 6:0       |
| 2013 | $50.000   | Shelby Rogers      | Julie Coin            | 6:4, 7:63      |
| 2014 | $50.000   | Madison Brengle    | Nicole Gibbs          | 6:3, 6:4       |
| 2015 | $50.000   | Nao Hibino         | Samantha Crawford     | 6:2, 6:1       |
| 2016 | $50.000   | Michaëlla Krajicek | Arina Rodionova       | 6:0, 2:6, 6:2  |
| 2017 | $60.000   | Grace Min          | Sofia Kenin           | 6:4, 6:1       |
| 2018 | $60.000   | Asia Muhammad      | Ann Li                | 7:5, 6:1       |
| 2019 | W60       | Kim Da-bin         | Ann Li                | 6:1, 6:3       |
| 2022 | W60       | Katie Swan         | Jodie Burrage         | 6:0, 3:6, 6:3  |
| 2023 | W60       | Renata Zarazúa     | Caroline Dolehide     | 1:6, 7:64, 7:5 |
| 2024 | W75       | Wei Sijia          | Mananchaya Sawangkaew | 7:5, 6:4       |

### Doppel
| Jahr | Kategorie | Siegerinnen                               | Finalgegnerinnen                          | Ergebnis           |
| ---- | --------- | ----------------------------------------- | ----------------------------------------- | ------------------ |
| 1997 | $25.000   | Elly Hakami Danielle Jones                | Kaoru Shibata Katarina Srebotnik          | 6:2, 7:5           |
| 1998 | $25.000   | Amanda Grahame Bryanne Stewart            | Nirupama Vaidyanathan Yi Jingqian         | 6:4, 1:6, 6:3      |
| 1999 | $50.000   | Alexandra Fusai Florencia Labat           | Kim Eun-ha Julie Pullin                   | 6:4, 6:1           |
| 2000 | $50.000   | Janet Lee Wynne Prakusya                  | Sandra Cacic Renata Kolbovic              | 6:2, 3:6, 6:2      |
| 2001 | $50.000   | Lisa McShea Nana Miyagi                   | Julie Ditty Milagros Sequera              | 6:0, 6:4           |
| 2002 | $50.000   | Nana Miyagi Irina Seljutina               | Rachel McQuillan Lisa McShea              | 6:72, 6:2, 7:5     |
| 2003 | $50.000   | Janet Lee Jessica Lehnhoff                | Bryanne Stewart Christina Wheeler         | 6:4, 6:3           |
| 2004 | $50.000   | Claire Curran Natalie Grandin             | Casey Dellacqua Nicole Sewell             | 7:66, 6:4          |
| 2005 | $50.000   | Vilmarie Castelivi Samantha Reeves        | Kumiko Iijima Junri Namigata              | 6:2, 6:1           |
| 2006 | $50.000   | Chan Chin-wei Abigail Spears              | Oqgul Omonmurodova Varvara Lepchenko      | 6:1, 6:1           |
| 2007 | $50.000   | Melinda Czink Lindsay Lee-Waters          | Casey Dellacqua Natalie Grandin           | 6:2, 7:67          |
| 2008 | $50.000   | Chan Chin-wei Kimberly Couts              | Lindsay Lee-Waters Melanie Oudin          | 2:6, 6:3, [10:8]   |
| 2009 | $50.000   | Chang Kai-chen Tetjana Luschanska         | Jacqueline Cako Alison Riske              | 6:3, 6:2           |
| 2010 | $50.000   | Bojana Bobusic Christina Fusano           | Jacqueline Cako Story Tweedie-Yates       | 6:4, 6:2           |
| 2011 | $50.000   | Tamaryn Hendler Chiara Scholl             | Lindsay Lee-Waters Megan Moulton-Levy     | 7:69, 3:6, [10:7]  |
| 2012 | $50.000   | Shūko Aoyama Xu Yifan                     | Julia Glushko Olivia Rogowska             | 7:5, 6:74, [10:4]  |
| 2013 | $50.000   | Nicha Lertpitaksinchai Peangtarn Plipuech | Julia Glushko Chanel Simmonds             | 7:65, 6:3          |
| 2014 | $50.000   | Jocelyn Rae Anna Smith                    | Shūko Aoyama Keri Wong                    | 6:4, 6:4           |
| 2015 | $50.000   | Nao Hibini Emily Webley-Smith             | Nicha Lertpitaksinchai Peangtarn Plipuech | 6:2, 6:2           |
| 2016 | $50.000   | Hiroko Kuwata Zhu Lin                     | Sophie Chang Alexandra Mueller            | 6:0, 7:5           |
| 2017 | $60.000   | Priscilla Hon Wera Lapko                  | Hiroko Kuwata Walerija Sawinych           | 6:3, 6:4           |
| 2018 | $60.000   | Hayley Carter Ena Shibahara               | Sanaz Marand Victoria Rodríguez           | 6:3, 6:1           |
| 2019 | W60       | Robin Anderson Jessika Ponchet            | Ann Li Jamie Loeb                         | 7:64, 6:75, [10:7] |
| 2022 | W60       | Kateryna Wolodko Aldila Sutjiadi          | Jada Hart Dalayna Hewitt                  | 7:5, 6:3           |
| 2023 | W60       | Alexis Blokhina Ava Markham               | Olivia Gadecki Dalayna Hewitt             | 6:4, 7:61          |
| 2024 | W75       | Whitney Osuigwe Alana Smith               | Ivana Corley Carmen Corley                | 7:65, 6:3          |

## Quelle
- ITF Homepage